# Tanaecia aruna
Tanaecia aruna är en fjärilsart som beskrevs av Felder 1860. Tanaecia aruna ingår i släktet Tanaecia och familjen praktfjärilar. Inga underarter finns listade i Catalogue of Life.